# Luciano Vicentín

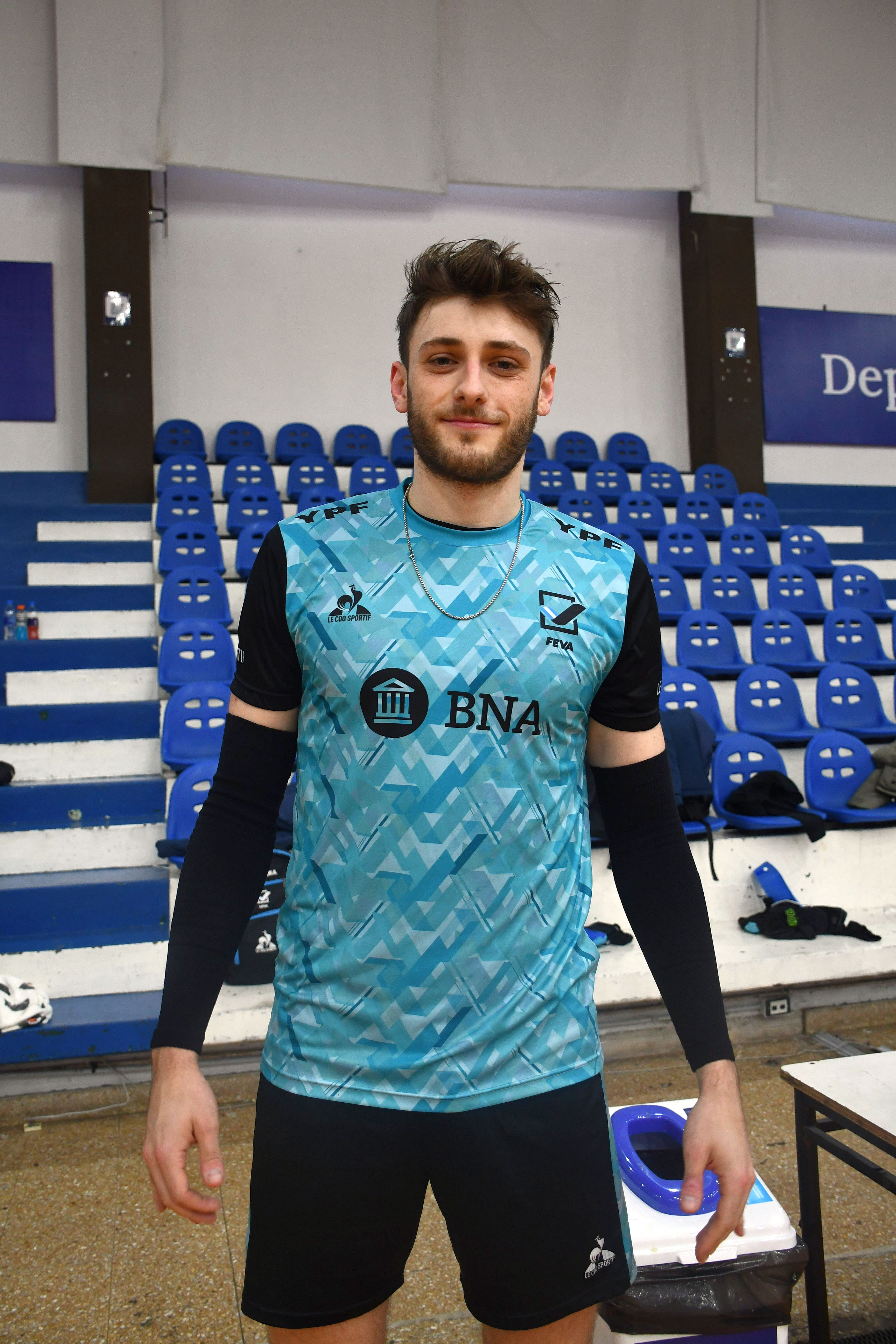
Luciano Vicentín w reprezentacji Argentyny w 2024 roku

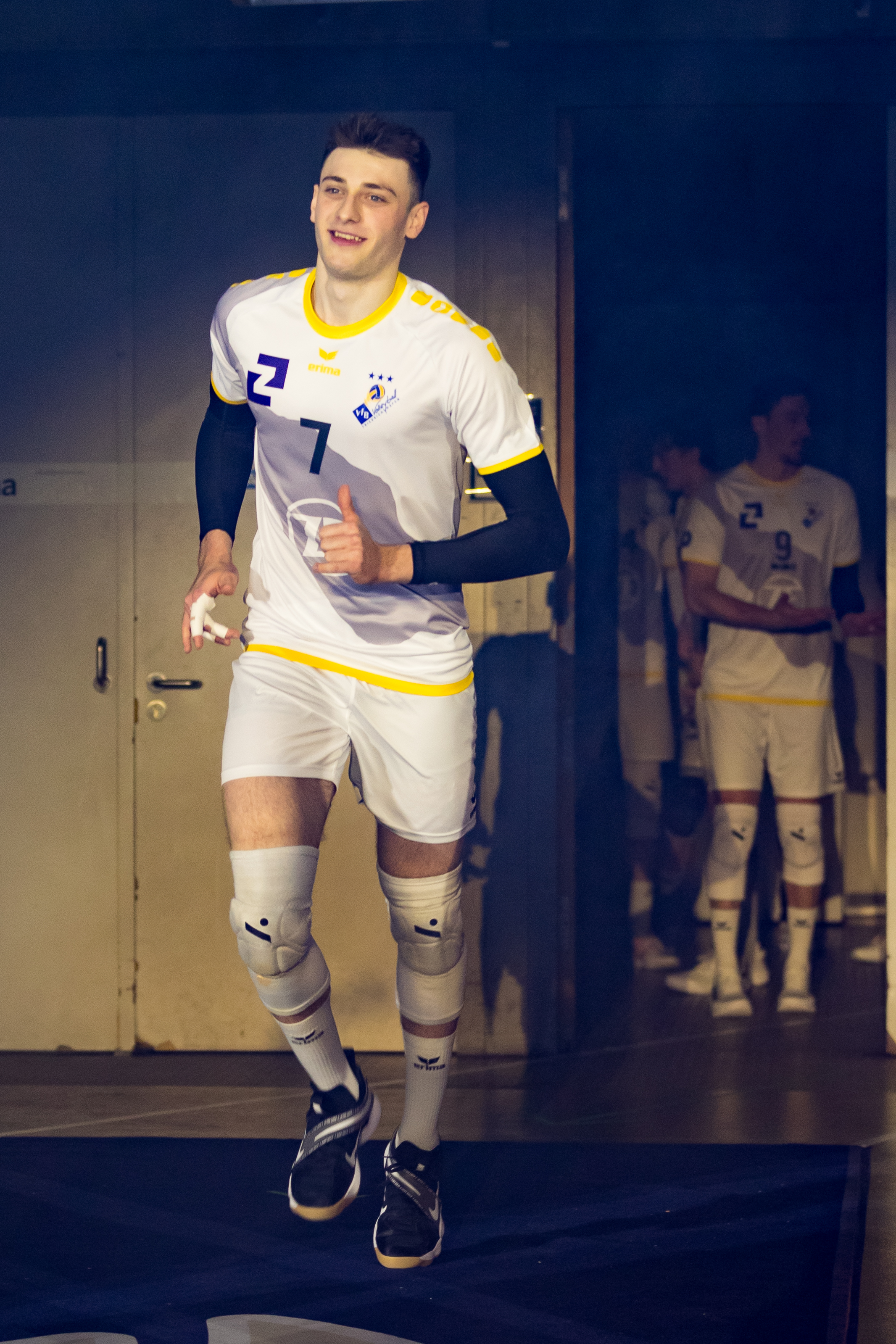
Luciano Vicentín przed finałem Pucharu Niemiec 2022 przeciwko drużynie SVG Lüneburg

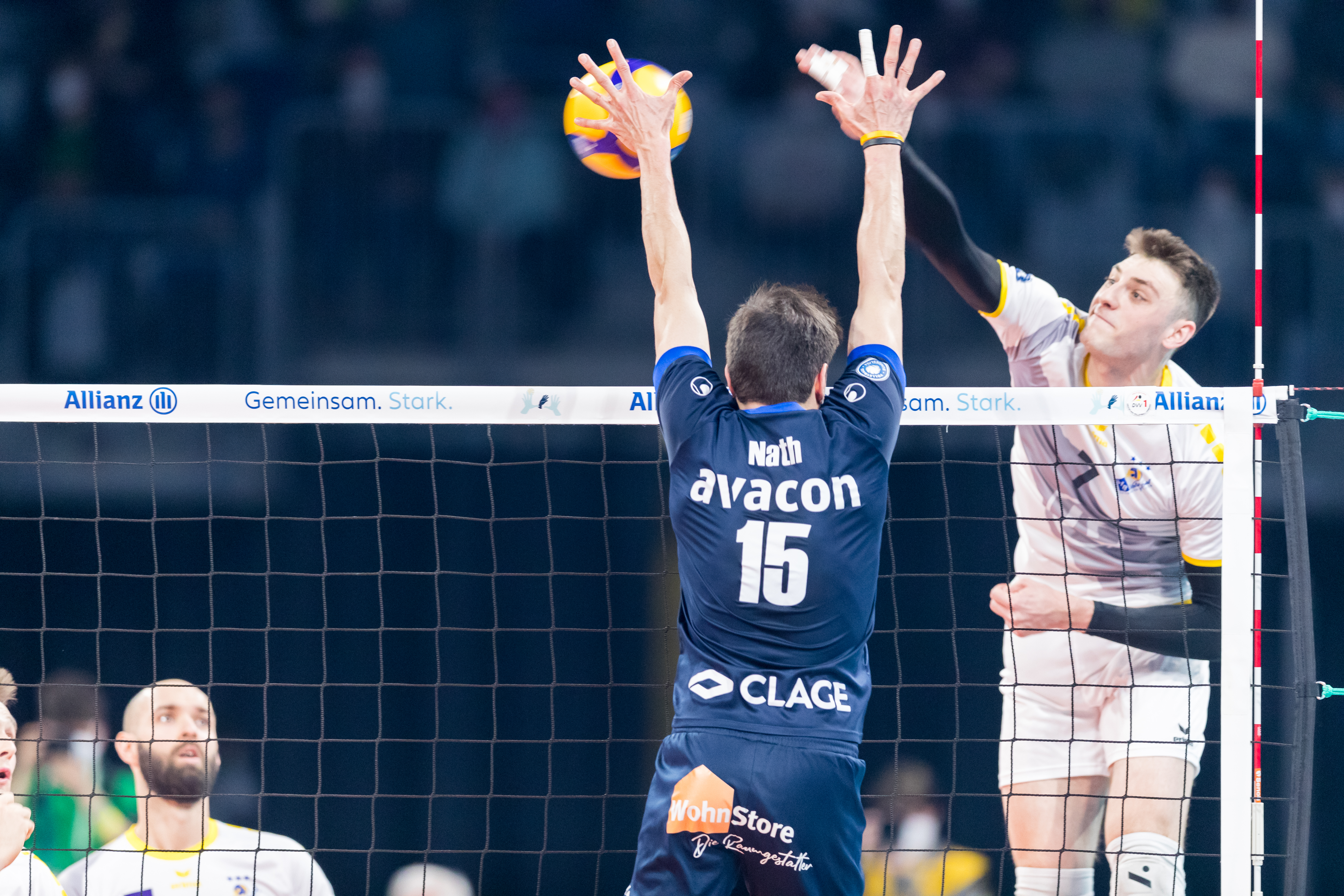
Luciano Vicentín podczas ataku z lewego skrzydła w finale Pucharu Niemiec 2022 przeciwko drużynie SVG Lüneburg

Luciano Vicentín (ur. 4 kwietnia 2000 w Entre Ríos) – argentyński siatkarz, grający na pozycji przyjmującego. 
W drugim meczu finałowym pomiędzy drużynami BBTS Bielsko-Biała a BKS Visła Bydgoszcz o Puchar TAURON 1. Ligi Mężczyzn został nagrodzony nagrodą MVP.
| Luciano Vicentín   | Luciano Vicentín       | Luciano Vicentín | Luciano Vicentín | Luciano Vicentín | Luciano Vicentín | Luciano Vicentín | Luciano Vicentín | Luciano Vicentín | Luciano Vicentín | Luciano Vicentín |
| ------------------ | ---------------------- | ---------------- | ---------------- | ---------------- | ---------------- | ---------------- | ---------------- | ---------------- | ---------------- | ---------------- |
| Wzrost             | 200 cm                 |                  |                  |                  |                  |                  |                  |                  |                  |                  |
| Pozycja            | przyjmujący            |                  |                  |                  |                  |                  |                  |                  |                  |                  |
| Informacje klubowe |                        |                  |                  |                  |                  |                  |                  |                  |                  |                  |
| Klub               | Tokyo Great Bears      |                  |                  |                  |                  |                  |                  |                  |                  |                  |
| Numer w klubie     |                        |                  |                  |                  |                  |                  |                  |                  |                  |                  |
| Kariera juniorska  |                        |                  |                  |                  |                  |                  |                  |                  |                  |                  |
| Lata               | Klub                   |                  |                  |                  |                  |                  |                  |                  |                  |                  |
| 2017–2018          | Paracao Voley          |                  |                  |                  |                  |                  |                  |                  |                  |                  |
| Kariera seniorska  |                        |                  |                  |                  |                  |                  |                  |                  |                  |                  |
| Lata               | Klub                   |                  |                  |                  |                  |                  |                  |                  |                  |                  |
| 2018–2019          | River Plate            |                  |                  |                  |                  |                  |                  |                  |                  |                  |
| 2020–2021          | BBTS Bielsko-Biała     |                  |                  |                  |                  |                  |                  |                  |                  |                  |
| 2021–2023          | VfB Friedrichshafen    |                  |                  |                  |                  |                  |                  |                  |                  |                  |
| 2023–2024          | Ziraat Bankkart Ankara |                  |                  |                  |                  |                  |                  |                  |                  |                  |
| 2024–2025          | Jastrzębski Węgiel     |                  |                  |                  |                  |                  |                  |                  |                  |                  |
| 2025–              | Tokyo Great Bears      |                  |                  |                  |                  |                  |                  |                  |                  |                  |

## Sukcesy klubowe
I liga polska:
- 2021

Puchar Niemiec:
- 2022[9]

Liga niemiecka:
- 2022[10], 2023[11]

Superpuchar Turcji:
- 2023[12]

Liga turecka:
- 2024[13]

Puchar Polski:
- 2025[14]

Liga Mistrzów:
- 2025[15]

## Sukcesy reprezentacyjne
Mistrzostwa Ameryki Południowej:
- 2023[16]
- 2019

## Nagrody indywidualne
- 2023: MVP Mistrzostw Ameryki Południowej[17]